# Please Don’t Go (singel KC and the Sunshine Band)
Please Don’t Go – singel amerykańskiego zespołu KC and the Sunshine Band wydany 12 lipca 1979 roku. Piosenka trafiła na album zespołu Do You Wanna Go Party.

## Lista utworów
- Płyta gramofonowa (12 lipca 1979)[1]

1. „Please Don’t Go” – 3:43
2. „I Betcha Didn't Know That” – 3:57

- Singel CD (1992)[1]

1. „Please Don’t Go”
2. „Different Man”

- Singel CD (1996)[1]

1. „Please Don’t Go” – 3:49
2. „That’s The Way (I Like It)” – 3:05
3. „(Shake, Shake, Shake) Shake Your Booty” – 3:06
4. „Keep It Comin’ Love” – 3:53

## Produkcja
Singel został wyprodukowany przez Harryego Caseya i Richarda Fincha.

## Pozycje na listach
| Kraj              | Lista (1979–1980, 1992) | Najwyższa pozycja |
| ----------------- | ----------------------- | ----------------- |
| Stany Zjednoczone | Hot 100                 | 1                 |
| Wielka Brytania   | Singles Top 200         | 3                 |
| Nowa Zelandia     | Top 50 Singles          | 3                 |
| Norwegia          | Top 10 Singles          | 4                 |
| Holandia          | Single Top 50           | 7                 |
| Belgia (Flandria) | Ultratop 30 Singles     | 9                 |
| Niemcy            | Top 75 Singles          | 20                |